# Kevin Davies
Kevin Cyril Davies (n. 26 de marzo de 1977 en Sheffield, Inglaterra) es un exfutbolista que su último club fue el Preston de la Football League One inglesa como delantero.

## Biografía
Kevin Davies originalmente fue parte vital del equipo Chesterfield que alcanzó las semifinales de la FA Cup en 1997, anotando una triplete contra su actual club, el Bolton Wanderers en el estadio Burnden Park, para luego perder en circunstancias controversiales frente al Middlesbrough.
De ahí pasó al Southampton en mayo de 1997 y en sus primeros 13 meses con el equipo anotó nueve goles en la liga. Cuando el Blackburn Rovers, también de la Premiere League, lo contrató por £7.5 millones en la temporada siguiente, su potencial como jugador se vio algo ensombrecido en dicho club, haciendo solamente apariciones ocasionales, anotando únicamente un gol en la liga antes de retornar a su anterior equipo, el Southampton, en un cambio con Egil Østenstad en agosto de 1999.
Como sea, solamente jugó dos partidos en su regreso al Southampton. Poco a poco se dio cuenta de que no regresaría al primer equipo, por lo que fue prestado al Millwall. Luego de ello se unió al Bolton, ganando el Premio como mejor jugador del equipo en el 2004.
Davies es actualmente uno de cinco jugadores ingleses que a pesar de que su pase costó (en una transferencia única) más de £7 millones. 
Davies es muy querido por los hinchas del Bolton por su gran labor en el campo, y su actitud positiva. Davies es frecuentemente citado como el jugador de la Premiership que comete mayor cantidad de faltas y como el que más faltas recibe.

## Selección nacional
Ha sido internacional con la Selección de fútbol de Inglaterra, por una sola vez, debutando en un partido eliminatorio rumbo a la Eurocopa 2012 ante Montenegro el 12 de octubre del 2010.

## Clubes
| Club                            | País       | Año       |
| ------------------------------- | ---------- | --------- |
| Chesterfield FC                 | Inglaterra | 1993-1997 |
| Southampton FC                  | Inglaterra | 1997-1998 |
| Blackburn Rovers                | Inglaterra | 1998-1999 |
| Southampton FC                  | Inglaterra | 1999-2003 |
| Millwall FC                     | Inglaterra | 2003      |
| Bolton Wanderers                | Inglaterra | 2003-2013 |
| Preston North End Football Club | Inglaterra | 2013-     |

## Honores
Con el Southampton
- 2003 finalistas de la F.A. Cup (Premiado por el club por sus contribuciones en la ruta a la final)

Con el Bolton Wanderers
- 2004 medallista por ser finalistas en la League Cup